# Estádio Carlos Osório
Estádio Carlos Osório – stadion piłkarski w Oliveira de Azeméis, w Portugalii. Został otwarty w 1932 roku. Może pomieścić 1750 widzów. Swoje spotkania rozgrywają na nim piłkarze klubu UD Oliveirense.